# Holocnemus tomentosus
Holocnemus tomentosus är en skalbaggsart som beskrevs av Brenske 1894. Holocnemus tomentosus ingår i släktet Holocnemus och familjen Melolonthidae. Inga underarter finns listade i Catalogue of Life.